# Vanja Ilić (plivač)
Vanja Ilić (Rijeka, 10. veljače 1927. – New York, 10. studenoga 2018.), hrvatski plivač. Kad je umro 2018. godine bio je najstariji hrvatski živući olimpijac.

## Plivanje u SFRJ
Rodio se u Rijeci 1927. godine u obitelji podrijetlom sa Sutivana na otoku Braču. Početkom ljeta 1947. godine odlazi u splitski PK Jadran, tada pod imenom Hajduk. U prve dvije godine aktivnog bavljenja plivanjem, dok ga je trenirao Renato Vučetić - Splićo, postigao je značajne uspjehe. Već godinu nakon početka aktivnog bavljenja plivanjem, 1948. godine osvojio je naslov državnog prvaka na 200 (2:16,3) i 400 metara slobodno (4:56,7). S plivačima Jadrana iste godine osvojio prvenstvo Jugoslavije. Plivačku karijeru okrunio je i nastupom na Olimpijskim igrama u Londonu 1948. godine gdje je bio član štafete koja je u disciplini 4 x 200 metara slobodno osvojila 5. mjesto (ostali članovi bili su Hrvati Janko Puhar i Branko Vidović te Slovenac Ciril Pelhan). Natjecavši se u disciplini 1500 metara završio je u kvalifikacijama.

## Plivanje u emigraciji
Na Europskom prvenstvu u Beču 1950. koristi priliku da emigrira i ostaje u Austriji. Neko je vrijeme proveo u Beču pa otišao u Čile gdje je dobio državljanstvo te se još bavio plivanjem. U Čileu postiže novi čileanski rekord na 400 slobodno. 

## Kasniji život
Nakon nekog vremena napupšta plivanje i odlazi u New York gdje je bio višegodišnji direktor tvrtke „Cook“ koja se bavila proizvodnjom spavaćih kola. Zatim je živio u Italiji, a ljeti je redovito boravio u Sutivanu. Ostao je u vezi s matičnim klubom preko vaterpolskog trenera Antuna Petrića, koji mu je bio izvor informacija o plivanju, športu, Splitu i Hrvatskoj. U samostalnoj Hrvatskoj također nastavio redovito dolaziti ljeti. Predstavnici Hrvatskog olimpijskog odbora su ga posjetili u Sutivanu 2014. te mu kao najstarijem hrvatskom olimpijcu uručili knjigu „Hrvatski olimpijci i odličnici“. Umro je u New Yorku, gdje je i pokopan.